# Alone (singel Alana Walkera)
Alone – piąty singel norweskiego producenta muzycznego Alana Walkera wydany 2 grudnia 2016 roku.

## Lista utworów
- Digital download (2 grudnia 2016)[1]

1. „Alone” – 2:41

## Produkcja
W utworze zaśpiewała szwedzka piosenkarka Noonie Bao.

## Teledysk
Teledysk do utworu wyreżyserowany przez Rikkarda i Tobiasa Häggboma został opublikowany 2 grudnia 2016 roku.

## Pozycje na listach i certyfikaty
| Państwo           | Lista (2016–2018)           | Najwyższa pozycja |
| ----------------- | --------------------------- | ----------------- |
| Norwegia          | Top 40 Singles              | 1                 |
| Finlandia         | Top 20 Singles              | 1                 |
| Austria           | Singles Top 75              | 1                 |
| Szwecja           | Top 100 Singles             | 2                 |
| Szwajcaria        | Singles Top 100             | 2                 |
| Niemcy            | Top 100 Singles             | 4                 |
| Węgry             | Single (track) Top 40 lista | 6                 |
| Włochy            | Top 100 Singles             | 36                |
| Dania             | Track Top-40                | 40                |
| Belgia (Flandria) | Ultratop 50 Singles         | 40                |
| Belgia (Walonia)  | Ultratop 50 Singles         | 46                |
| Holandia          | Single Top 100              | 53                |
| Portugalia        | Top 100 Singles             | 66                |
| Irlandia          | Singles Chart               | 74                |
| Francja           | Top 200 Singles             | 89                |

| Państwo    | Certyfikat | Sprzedaż |
| ---------- | ---------- | -------- |
| Norwegia   | 4×Platyna  |          |
| Szwecja    | 3×Platyna  | 120 000  |
| Szwajcaria | Platyna    | 20 000   |
| Włochy     | Platyna    | 50 000   |
| Austria    | Złoto      | 15 000   |
| Francja    | Złoto      | [ 26 ]   |
| Hiszpania  | Złoto      |          |
| Kanada     | Złoto      | 40 000   |
| Polska     | Platyna    | 50 000   |
| Niemcy     | Złoto      | 200 000  |